# Schöne Aussicht (Oberrohn)
Die Schöne Aussicht ist eine 364,8 m ü. NHN hohe Erhebung in der Stadt Bad Salzungen, Ortsteil Oberrohn, im Wartburgkreis in Thüringen.
Der Berg befindet sich am Ostrand des Frauenseer Forstes und  wird seit Jahrhunderten forstwirtschaftlich genutzt, früher wurde das Holz aus dem Wald dafür genutzt, die 4 Kilometer entfernte Salzinger Saline zu befeuern. Der ständige Bedarf an Feuerholz hatte großflächige Kahlschläge zur Folge. Die noch vor 100 Jahren gerühmte schöne Aussicht von einer dort befindlichen Jagdhütte in Richtung des Thüringer Waldes und der Rhön ist heute durch den wiederaufgeforsteten Wald nicht mehr erlebbar.
Folgt man dem Forstweg entlang alter Grenzsteine nach Süden, trifft man nach 600 Metern auf die alte Richtstätte „Dicke Eiche“ von Tiefenort, dort befindet sich am Rundwanderweg ein etwa 500 Jahre alter Baumveteran und das nur 100 Meter entfernte „Ziegeunergrab“.